# Ponte da Arte
A Ponte da Arte (em macedônio/macedónio:  Мост на уметноста) é uma ponte pedonal no rio Vardar, no centro de Escópia, Macedônia. A ponte apresenta muitas estátuas de artistas e músicos macedônios. Foi construída como parte do projeto Escópia 2014, com um custo estimado de construção de € 2,5 milhões. A ponte inclui 29 esculturas, com 14 de cada lado e uma no centro. Tem 83 metros de comprimento e 9,2 metros de largura, enquanto a parte central da ponte tem 12 metros de largura.

## Estátuas
| - Vojdan Černodrinski - Živko Čingo - Jordan Džinot - Stefan Gajdov - Adem Gajtani - Vasil Iljoski - Slavko Janevski - Blaže Koneski - Dimitar Kondovski - Lazar Ličenoski - Nikola Martinoski - Miladinov Brothers - Petar Mazev - Vančo Nikoleski - Vlastimir Nikolovski - Dimitar Pandilov - Murteza Peza - Stale Popov - Toše Proeski - Trajko Prokopiev - Grigor Prličev - Petre Prličko - Kočo Racin - Todor Skalovski - Aco Šopov - Nikola Vapcarov - Nedžati Zekirija |